# Michael Nozik

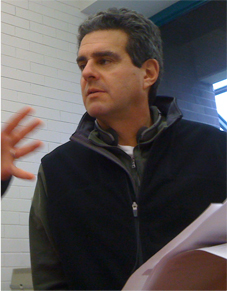
Michael Nozik

Michael Gary Nozik (* 1954 in Holyoke, Massachusetts) ist ein US-amerikanischer Filmproduzent.

## Leben
Er begann seine Laufbahn im Filmgeschäft als Filmproduzent Mitte der 1980er Jahre. Bis heute war er an mehr als 30 Filmproduktionen beteiligt.
Bei der Oscarverleihung 1995 erhielt zusammen mit Michael Jacobs, Julian Krainin und Robert Redford eine Nominierung für den Oscar für den besten Film für Quiz Show. Darüber hinaus waren die vier für die Produktion dieses Films auch für den British Academy Film Award für den besten Film nominiert. Bei den British Academy Film Awards 2005 gewann er zusammen mit Edgard Tenenbaum, Karen Tenkhoff und Walter Salles in der Kategorie Bester nicht-englischsprachiger Film für Die Reise des jungen Che.

## Filmografie (Auswahl)
- 1987: Krieg in Chinatown (China Girl)
- 1990: Criminal Justice
- 1991: Mississippi Masala
- 1992: Halbblut (Thunderheart)
- 1994: Quiz Show
- 1995: The Perez Family
- 1996: She’s the One
- 1998: Hauptsache Beverly Hills (Slums of Beverly Hills)
- 2000: Die Legende von Bagger Vance (The Legend of Bagger Vance)
- 2002: Im inneren Kreis (People I Know)
- 2004: Die Reise des jungen Che (Diarios de motocicleta)
- 2005: Syriana
- 2010: 72 Stunden – The Next Three Days (The Next Three Days)
- 2013: Dritte Person (Third Person)
- 2016: Gold